# 男対男
『男対男』（おとこたいおとこ）は、1960年8月14日に公開された日本映画。製作は東宝。

## スタッフ
- 監督：谷口千吉
- 製作：田中友幸
- 脚本：池田一朗、小川英
- 音楽：佐藤勝

## キャスト
- 梶：三船敏郎
- 菊森：池部良
- 増江長太郎：志村喬
- 増江敏夫：加山雄三
- 塚本親分：田崎潤
- 鳥海：平田昭彦
- 西条峰子：白川由美
- はるみ：北あけみ
- 夏江：星由里子
- 和田：佐田豊
- 源八：広瀬正一
- 太郎：田島義文
- 三太：沢村いき雄
- 信ちゃん：堺左千夫
- 北川：大友伸
- 五十嵐：山本廉
- 土屋：桐野洋雄
- 町田：中丸忠雄
- 殺し屋：天本英世
- 吉沢刑事：土屋嘉男
- 増江家の女中とめ：河本美智子
- 医者：松尾文人